# 女子大生会計士の事件簿
『女子大生会計士の事件簿』（じょしだいせいかいけいしのじけんぼ）とは山田真哉による小説である。単行本は英治出版刊。文庫版は角川文庫刊。文庫版のイラストは久織ちまき。
また高野洋の作画により『女子大生会計士の事件簿 公認会計士萌ちゃん』というタイトルで漫画化されており集英社よりコミックス（全3巻）も発売され、さらに2007年12月には『女子大生会計士の事件簿』（前編・後編）という形でオーディオノベル版（その内、監査ファイル４はCD化され応募者全員サービスにて販売された）が発売されるなど幅広いメディアミックスがなされている。2008年10月からはBS-iにて連続ドラマとして放送され、それに合わせてコミックチャージにて『女子大生会計士』のタイトルで（左菱虚秋作画）により再漫画化。

## 概要
一話完結の短編形式で会計士の仕事・日常を描くと同時に、会計についての知識を学ぶことが出来る。ちなみに登場人物名・会社名等のほとんどは歴史上の人物にちなんでいる。公認会計士資格等の予備校であるTACのフリーペーパー『TAC NEWS』にて連載、単行本は山田自身の自費出版で刊行された。文庫化の際には多数の出版社からのオファーがあったが、角川書店に決まったのは他がビジネス系の担当だったのに対し、『アニメコミック事業部』であったことがアニメオタクである著者にとってのポイントであった。角川側は付き合いを始めるまで著者がオタクだとは知らなかった。

## ストーリー
会計士補・柿本一麻の上司は、現役女子大生会計士である藤原萌実。萌実は傍若無人なやり方で会社の実情を探るとともに、その不正を次々と暴いていく。そんな萌実に一麻は恋心を抱いていく。

## 主な登場人物
声優はオーディオノベルのもので、演者はテレビドラマ版のものである。
藤原萌実（ふじわら もえみ）（声：戸松遥、演：小出早織）
史上最年少で公認会計士二次試験に合格し、その後大学に入学。現在は現役女子大生にして、公認会計士として働いている。
趣味は合コン。神戸出身。美人。三姉妹の次女（長女・花澄（かすみ）、三女・朱葉（あけは））。一麻からは、萌さんと呼ばれている。
監査において気になることは徹底的に調べる性質で、そのためには手段を選ばない。「監査は会社の鏡」という主義を貫き通している。テレビドラマ版では普段は女子大生らしい服装だが、監査先の悪事を追及する時は黒のスーツ姿になり、「監査感激雨あられ、取らぬ狸の皮算用。どんなにお金を隠しても悪の数字は見逃さない。その名も会計界の（歴史上の女性）、藤原萌実、ここに検算!」の口上とともに現れる。そして「監査!」の掛け声とともに腰のケースに入れている金色のそろばんを指で回し、その眩しさで目をくらませて相手を追い詰めていく。
柿本一麻（かきもと かずま）（声：新垣樽助、演：竹財輝之助）
大学3年の時に会計士を目指して勉強を始め、7年目にして公認会計士二次試験に合格。会計士補（1巻ではJ1（1年目）だが、巻が進むにつれJ2・J3となっていく）。
萌実の元で働いていて、萌実によるあだ名は「カッキー」。萌実に恋心を抱いている。

## 既刊一覧

### 単行本
1. 2002年12月7日発売　ISBN 978-4901234252
2. 2003年4月1日発売　ISBN 978-4901234283
3. 2004年4月1日発売　ISBN 978-4901234481
4. 2004年10月1日発売　ISBN 978-4901234610
5. 2007年12月11日発売　ISBN 978-4862760142
6. 2007年12月11日発売　ISBN 978-4862760289

### 文庫版
- 女子大生会計士の事件簿 DX

1. 『ベンチャーの王子様』（2004年10月25日発売、ISBN 978-4043767014）
2. 『騒がしい探偵や怪盗たち』（2004年11月25日発売、ISBN 978-4043767021）
3. 『神様のゲームセンター』（2005年9月22日発売、ISBN 978-4043767038）
4. 『企業買収ラプソディー 』（2006年4月25日発売、ISBN 978-4043767045）
5. 『とびっきり推理なバースデー』（2008年9月25日発売、ISBN 978-4043767069）
6. 『ラストダンスは私に』（2010年5月25日発売、ISBN 978-4043767083）

- 『女子大生会計士、はじめました 藤原萌実と謎のプレジデント』（2007年11月22日発売、ISBN 978-4043767052）

### コミック版
- 女子大生会計士の事件簿 公認会計士萌ちゃん - 高野洋画

1. 2004年4月19日発売　ISBN 978-4088766003
2. 2004年11月19日発売　ISBN 978-4088767123
3. 2005年2月18日発売　ISBN 978-4088767611

- 女子大生会計士 - 左菱虚秋画
  - 2009年3月5日発売　ISBN 978-4047152021

### 関連作品
- 『<女子大生会計士の事件簿> 世界一やさしい会計の本です』（2004年4月8日発売、ISBN 978-4534037381）
- 『<女子大生会計士の事件簿> 世界一感動する会計の本です [簿記・経理入門] 』（2004年9月22日発売、ISBN 978-4534038098）
- 『オーディオノベル「女子大生会計士の事件簿」』前編・後編（2007年12月12日発売）
- 『オーディオノベル「女子大生会計士の事件簿 Season2」』前編・後編（2008年7月1日発売）
- 『もえビジ 会計RPG 密室の女子大生会計士』（2008年11月19日発売、ISBN 978-4048739153） - テレビドラマ第7話の劇中本が実際に発売された。

## テレビドラマ
2008年10月8日から同年12月24日までの毎週水曜日22:00 - 22:30（JST）に、BS-i（現：BS-TBS）で連続テレビドラマとして放映された。小出早織にとってBS-iドラマのレギュラー出演は『ケータイ刑事 銭形雷』以来2年ぶりとなる。エンディングの「教えて、山田センセイ」のコーナーには原作者の山田が自ら登場し、会計について殆ど知らないはずの5歳児から寄せられた葉書での相談に応じている。

### キャスト
藤原萌実、柿本一麻は主な登場人物を参照。
- ナレーション：若本規夫

#### ゲスト
1話
- 坂上幸治（万葉商事経理部部長）：斉藤暁
- 川崎洋介（万葉商事経理部部員）：小西康久

2話
- 橘健司（タチバナ製作所社長）：小西遼生
- 和気礼一（経営コンサルタント）：井田國彦
- 橘洋蔵（タチバナ製作所前社長）：久保晶

3話
- 毛利隆平(毛利精機社長）：徳井優
- 毛利隆也(毛利精機副社長）：西興一朗

4話
- 北畠真樹夫（足利進学スクール専務）：松下アキラ（ザ・ニュースペーパー）
- 楠正隆（足利進学スクール部長）：福本ヒデ（ザ・ニュースペーパー）
- 足利証（足利進学スクール社長）：渡部又兵衛（ザ・ニュースペーパー）

5話
- 明智義則（元ベンチャー企業社長、柿本の大学時代の先輩）：山中聡
- 明智比呂子（明智の妻、柿本の大学時代の同級生）：宝積有香

6話
- 近衛守（インセー経理部派遣社員）：森本亮治
- 鳥羽栄介（インセー経理部係長）：法福法彦
- 堀河淳子（インセー経理部課長）：滝本ゆに
- 白川俊夫（インセー経理部部長）：並樹史朗

7話
- 川田真哉（ニセ公認会計士）：花井京乃助
- 山崎岳彦[注釈 1]（角川[すみかわ]書店編集者）：真山章志
- 井中伸一郎（角川[すみかわ]書店社長）：中原和弘
- 大津利明（先輩会計士）：大出勉
- 山田真哉（本人役）
- 井上伸一郎（角川[かどかわ]書店社長、本人役）
- 野崎岳彦[注釈 1]（角川[かどかわ]書店編集者、本人役）
- 角川[すみかわ]書店の受付嬢 / 角川[かどかわ]書店の受付嬢：加藤英美里
- 書店の店員：白石稔

8話
- 大津利明（先輩会計士）：大出勉
- 石川翡翠（ラピスラズリ経理マネージャー）：高瀬媛子
- 草壁有紀子（ラピスラズリ社長）：田畑玲実

9話
- 彌彦天香（羽越酒造17代目主人、柿本の初恋の人）：桜井千寿（幼少期：滝澤史）
- 長岡正平（羽越酒造経理）：漆崎敬介
- 幼少期の柿本：北村匠海

10話
- 朝比奈美樹（駿河屋副社長）：甲本雅裕（少年期：野口凌輔）
- 今川斉（駿河屋社長）：大西武志（少年期：羽斗樹希）
- 奥平昭彦（駿河屋経理）：木下ほうか

11話・12話
- 子規登（ファイブセブンファイブイベント部門責任者）：浜田学
- 賀茂哲郎（ファイブセブンファイブ社長）：大塚洋
- 樋口双葉（萌実の友人）：花形綾沙
- 大津利明（先輩会計士）：大出勉
- 和気礼一（経営コンサルタント）：井田國彦

### スタッフ
- プロデューサー：丹羽多聞アンドリウ（BS-i）、野崎岳彦[注釈 1]（角川書店）
- 原作：山田真哉（公認会計士） 「女子大生会計士の事件簿」（角川書店刊）
- 制作著作：BS-i、角川書店（スポンサー兼）、NTT docomo
- 制作協力：ハニーバニー
- オープニングテーマ：school food punishment「feedback」（Fiveman Army Rocks）
- エンディングテーマ：school food punishment「二人海の底」（Fiveman Army Rocks）

### 放送リスト
| #  | 放送日（BS-i） | サブタイトル                   | 脚本     | 演出       | 口上 「会計界の○○」    | 原作                             |
| -- | -------------- | ------------------------------ | -------- | ---------- | ---------------------- | -------------------------------- |
| 1  | 2008年10月8日  | 女子大生会計士登場             | 加藤淳也 | 吉川厚志   | プリンセス             | 「競艇場から生まれた」事件       |
| 2  | 2008年10月15日 | 株と法律と恋愛相談             | 加藤淳也 | 吉川厚志   | マリー・アントワネット | 「株と法律と恋愛相談」事件       |
| 3  | 2008年10月22日 | それゆけ! 萌ちゃん事件         | 三宅隆太 | 三原光尋   | ジャンヌ・ダルク       | 「それいけ! 萌ちゃん」事件       |
| 4  | 2008年10月29日 | 騒がしい探偵と怪盗             | 加藤淳也 | 三原光尋   | クレオパトラ           | 「騒がしい探偵や怪盗たち」事件   |
| 5  | 2008年11月5日  | 幸せなブラックリスト           | 三宅隆太 | 佐々木浩久 | ヴィーナス             | 「幸せなブラックリスト」事件     |
| 6  | 2008年11月12日 | 復讐はタコ焼きの味             | 三宅隆太 | 佐々木浩久 | アフロディテ           | 「おいしいタコ焼き」事件         |
| 7  | 2008年11月19日 | Kの悲劇! 角川をかける少女      | 三宅隆太 | 佐々木浩久 | 涼宮ハルヒ             | ドラマオリジナル                 |
| 8  | 2008年11月26日 | 不器用なエンゲージリング       | 加藤淳也 | 落合崇     | シンデレラ             | 「不器用なエンゲージリング」事件 |
| 9  | 2008年12月3日  | 遠い夏の日の酔夢譚             | 加藤淳也 | 三原光尋   | 小野小町               | ドラマオリジナル                 |
| 10 | 2008年12月10日 | つりざお屋はなぜ潰れないのか?  | 三宅隆太 | 三原光尋   | なし                   | 「神様のゲームセンター」事件     |
| 11 | 2008年12月17日 | サヨナラは監査のあとで（前編） | 加藤淳也 | 吉川厚志   | なし                   | 「ラストダンスは私に」事件       |
| 12 | 2008年12月24日 | サヨナラは監査のあとで（後編） | 加藤淳也 | 吉川厚志   | アンドロメダ           | 「ラストダンスは私に」事件       |

### 地上波での放送
- TBS：木曜 26:59 - 27:29（2009年1月15日 - 4月23日放送）
- 毎日放送：火曜 26:00 - 26:30（2009年2月3日 - 4月28日放送）

### DVD
2009年3月18日にDVD-BOXが発売された。DVD-BOXの特典として、原作者脚本のオーディオノベルや（メインキャストは実写ドラマ版と異なるが、実写ドラマ第7話の題材の関係から加藤英美里と白石稔が参加している）や原作者とプロデューサーとの対談が収録されたCDのほか写真集や特典DVD、ブックレットのほかテレホンカードが収録されている。また通常版として、各巻2話全6巻仕様として2009年6月17日に一斉に発売されている。販売元はポニーキャニオン。